# Tirza (filme)
Tirza é um filme de drama neerlandês de 2010 dirigido e escrito por Rudolf van den Berg. Foi selecionado como representante dos Países Baixos à edição do Oscar 2011, organizada pela Academia de Artes e Ciências Cinematográficas.

## Elenco
- Gijs Scholten van Aschat - Jörgen
- Sylvia Hoeks - Tirza
- Johanna ter Steege - Alma
- Abbey Hoes - Ibi
- Titia Hoogendoorn - Ester
- Nasrdin Dchar - Choukri
- Keitumetse Matlabo - Kaisa